# Glypta concolor
Glypta concolor là một loài tò vò trong họ Ichneumonidae.